# Allium fanjingshanense
Allium fanjingshanense là một loài thực vật có hoa trong họ Amaryllidaceae. Loài này được C.D.Yang & G.Q.Gou mô tả khoa học đầu tiên năm 2008.